# Actinobdella magnidisca
Actinobdella magnidisca är en ringmaskart som först beskrevs av Moore 1938.  Actinobdella magnidisca ingår i släktet Actinobdella och familjen broskiglar. Inga underarter finns listade i Catalogue of Life.